# Sreebardi
Sreebardi är ett underdistrikt i Bangladesh. Det ligger i den norra delen av landet, 170 km norr om huvudstaden Dhaka.
Trakten runt Sreebardi består till största delen av jordbruksmark. Runt Sreebardi är det tätbefolkat, med 881 invånare per kvadratkilometer.